# Fonts baptismaux de Trigavou

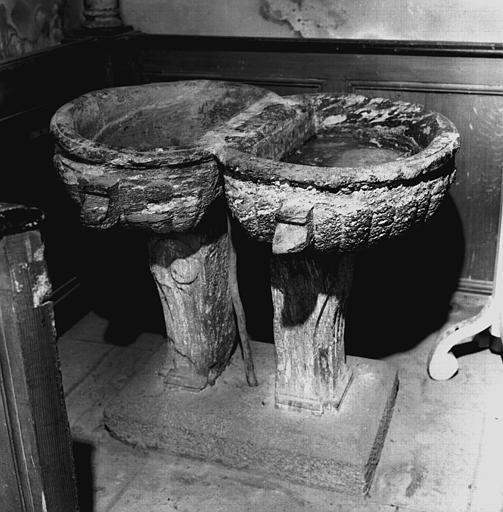
Fonts baptismaux de Trigavou

Les fonts baptismaux de l'église Sainte-Brigide à Trigavou, une ancienne commune du département des Côtes-d'Armor dans la région Bretagne en France, datent du XVIe siècle. Les fonts baptismaux en marbre sont classés monuments historiques au titre d'objet depuis le 15 janvier 1970.
Base Palissy : « Fonts baptismaux comprenant deux bassins à flancs godronnés. Les piliers de support sont ornés de cannelures et de motifs divers. »